# سارسيدو
سارسيدو (بالإيطالية: Sarcedo)‏ هي بلدية في مقاطعة فشنزة في منطقة فنيتة، شمال إيطاليا.